# Parafia Matki Bożej Nieustającej Pomocy w Myczkowie
Parafia Matki Bożej Nieustającej Pomocy w Myczkowie – parafia rzymskokatolicka znajdująca się w archidiecezji przemyskiej, w dekanacie Solina.

## Historia
Wieś Myczków była wzmiankowana w 1580 roku. W 1899 roku z fundacji właściciela wsi Jana Nepomucena Zatorskiego została zbudowana murowana cerkiew greckokatolicka, z planowanym udostępnianiem dla rzymsko-katolików. Gdy duchowni grekokatoliccy odmówili, w 1901 roku obok cerkwi został także zbudowany mały murowany kościół rzymskokatolicki w stylu neogotyckim, który poświęcono pw. Najświętszego Serca Pana Jezusa.
Po wysiedleniu grekokatolików, władze państwowe w cerkwi urządziły magazyn. Proboszcz parafii w Polańczyku ks. Franciszek Stopa bezskutecznie starał się o przejęcie cerkwi, którą władze przeznaczyły do rozbiórki. W 1977 roku staraniem ks. Wiktora Obrockiego cerkiew została odzyskana, a po wyremontowaniu zaadaptowana na kościół pw. Matki Bożej Nieustającej Pomocy. Ponieważ cerkiew była większa, przeniesiono do niej kościół filialny
W sierpniu 1981 roku dekretem bpa Ignacego Tokarczuka została erygowana parafia w Myczkowie, z wydzielonego terytorium parafii Polańczyk. Pierwszym proboszczem został ks. Jan Rydzik. W 1986 roku artysta Stanisław Zima wykonał polichromię.
W mniejszym kościele pw. Najświętszego Serca Pana Jezusa odprawiana jest msza święta odpustowa i część liturgii Triduum Paschalnego, a także znajduje się w nim kaplica pogrzebowa. W 1999 roku pomiędzy kościołami zbudowano murowaną dzwonnicę.
Na terenie parafii jest 500 wiernych.

## Proboszczowie
- ks. Jan Rydzik (1981–?)[6]
- ks. Tadeusz Pikor (?–2009)
- ks. Andrzej Niemiec (2009–2024)[7]